# WASP-4 b
WASP-4 b ist ein Exoplanet, der den Stern WASP-4 alle 1,34 Tage umkreist. Auf Grund seiner hohen Masse wird angenommen, dass es sich um einen Gasplaneten handelt.

## Entdeckung
Der Planet wurde von A. Collier Cameron et al. mittels Transitmethode im Jahr 2007 entdeckt.

## Umlauf und Masse
Der Planet umkreist seinen Stern in einer Entfernung von ca. 0,023 Astronomischen Einheiten und hat eine Mindestmasse von ca. 1,3 Jupitermassen.